# Дроздовский, Дмитрий Игоревич
Дмитрий Игоревич Дроздовский (р. 18 февраля 1987, Одесса) — украинский критик, литературовед, переводчик, писатель. Кандидат филологических наук (2013). Член Национального союза журналистов Украины, Национального союза писателей Украины (с 2012), главный редактор (с 2012) журнала «Всесвіт», научный сотрудник Института литературы имени Тараса Шевченко. Член Ассоциации испанистов Украины, Ассоциации компаративистов Украины при Институте литературы им. Т. Г Шевченко НАН Украины, Комитета по присуждению Национальной премии Украины имени Тараса Шевченко. В 2018 году оказался в фокусе внимания СМИ в связи с обвинениями в плагиате.
Лауреат антипремии Академическое недостоинство в номинации «Плагиатор года — 2018»..

## Биография
Родился в Одессе в семье ученых. Дед — известный советский лингвист-диалектолог, доктор филологических наук, профессор Владимир Дроздовский.

### Образование
Окончил Киево-Могилянскую академию, специальность — филолог (история, теория литературы и компаративистика).
В 2013 защитил кандидатскую диссертацию на тему «Рецепция В. Шекспира в украинской эмиграционной литературе 1940—1960-х гг.» (специальность 10.01.05 — сравнительное литературоведение).

### Карьера
- пресс-секретарь Национального университета «Киево-Могилянская академия»
- учитель украинского языка и литературы гимназии № 290 г. Киева
- заместитель главного редактора журнала мировой литературы «Всесвіт»
- младший научный сотрудник отдела мировой литературы Института литературы им. Т. Г Шевченко НАН Украины.

Является членом Комитета по Национальной премии Украины имени Тараса Шевченко (с декабря 2016).

### Научные труды
Дмитрий Дроздовский — специалист в области литературной компаративистики и шекспироведческих студий. Участник XX Международного конгресса по компаративистике в Париже (2013), XIX Международного конгресса по компаративистике в Сеуле (2010), ІХ Международного шекспироведческого конгресса в Праге (2011). Участник многочисленных литературоведческих конференций в Греции, Перу, США, Великобритании, Чехии, Испании, Польши, Султанате Оман, Азербайджане. Имеет публикации в международных реферируемых научных журналах (peer-reviewed), в частности, в США, Перу, Китае, Великобритании. Участник II Международного гуманитарного форума в Баку (4-5 октября 2012 г.)
Член жюри Всеукраинского конкурса «Книга года». Член жюри финального этапа Малой академии наук Украины в секции мировой литературы и испанской филологии. Координатор секции испанской филологии Малой академии наук Украины (2012 г.) Неоднократно был членом жюри IV этапа Всеукраинской ученической олимпиады с украинского языка и литературы. Член жюри финального этапа Всеукраинского литературного конкурса имени Тараса Шевченко.
Исследует украинское шестидесятничество, труд «Код будущего», научный консультант: проф. Оксана Пахлевская).
Перевел драматические произведения Ф. Гарсии Лорки из книги «4 Piezas breves», произведения. Тюрина, Д. Веддингтон-Фезера, Ж. Пейсли и многих современных британских поэтов.
В 2011 г. на страницах украинского журнала «Курьер Кривбасса» (№ 254/255 январь-февраль, № 256/257 март-апрель) был опубликован первый роман Д. Дроздовского «Хамелеон».
В сентябре 2011 года в Университетском издательстве «Пульсары» (Киев) увидела свет острая общественно-политическая и культурологическая книга Д. Дроздовского «Меридиан понимания». Книга появилась в результате многолетних странствий её автора (участника международных литературоведческих конференций, симпозиумов, форумов в разных странах) меридианами мира — от Латинской Америки до Султаната Оман, от Великобритании до Соединенных Штатов Америки. Издание состоит из двух разделов: «Украина» и «Мир». В первом разделе автор показывает циничность нынешнего политического времени, абсурдность информационного пространства в Украине и вне её. Во втором — каждый зарубежный визит заставляет автора на фоне зарубежного опыта говорить об Украине, ища возможные формы социокультурного звук между ней и пространством Иного.

### Знаки отличия
- Лауреат Международной премии имени Олеся Гончара (2005).
- Лауреат премии имени Александра Белецкого (2010).
- Лауреат Международной литературной премии имени Ивана Кошеливца (2012).
- Лауреат журнала «Курьер Кривбасса» за 2011 год (за публикацию романа «Хамелеон»).
- Лауреат премии газеты «Литературная Украина» за 2011 год.
- Кавалер Золотой медали Министерства культуры Республики Армении (2012).
- Лауреат премии имени Владимира Сосюры (2014).
- награждён Почетной грамотой Министерства культуры Украины (2015).
- награждён Почетной грамотой Кабинета Министров Украины (2015).
- награждён государственной наградой — звание «Заслуженный работник культуры Украины» (2016).

### Обвинение в плагиате
18 сентября 2018 Татьяна Рязанцева заявила о плагиате в книге Дроздовского «Множинність реальності в англійському постпостмодерністському романі», которую планировалось рекомендовать к защите в качестве докторской диссертацию в Институте литературы. 26 сентября Тамара Гундорова опубликовала вывод группы литературоведов в составе Татьяны Рязанцевой, Олеся Федорука, Михаила Назаренко и Дмитрия Есипенко. Согласно их анализу, в книге Дроздовского было полностью списано десять глав, и частично — ещё четыре главы, вступление и выводы. Дроздовский переводил с русского, английского и испанского языков научные публикации и копировал их в свой текст, не указывая авторства и не ссылаясь на них. На волне скандала плагиат нашли и в его старой книге «Код майбутнього. Криза людини в европейській філософії». 9 октября була создана комиссия Института литературы им. Т. Шевченко для изучения текста диссертации и монографии. 13 ноября комиссия объявила свой вывод: монография Дроздовского содержит 64 % плагиата.

## Основные труды

### Избранные книги
- Дроздовский Д. Меридиан понимание — К. : Университетское издательство «Пульсары», 2011. — 220 с.
- Дроздовский Д. Между «демоническим» и «историософским»: Уильям Шекспир в рецептивных проекциях от Стены к после-постмодерна: Монография. — К.: Институт одаренного ребёнка, 2014. — 108 с.

### Переводы
- Федерико Гарсия Лорка. Четыре короткие пьесы; с исп. пер. Д.Дроздовский. — К. : Пульсары, 2017.

### Избранные статьи
- Postmodern Literature: Ruined Aesthetics or New Frontiers? // Journal of Literature and Art Studies. — Vol. 1. Number 2. — August 2011. — Г. 132—143.
- The Life after the End: Dialogues with the Classics // The International Journal of the Humanities. — Vol.8, Number 12. — 2011. — P. 111—120.
- Уровни художественного образа: на примере государем в исторических хрониках В. Шекспира // Мировая литература на перекрестке культур и цивилизаций: [Сборник научных трудов. Вып. 1]; [ред. В. Н. Казарина]. — Симферополь: Крымский Архив, 2008. — С. 226—234.
- Сонеты Эммы Андиевской как проявление катахретического сознания // Слово и Время. — № 10. — К. : Институт литературы им. Т. Шевченко НАНУ, 2009. — С. 26-38.
- Диалог с Шекспиром: определение доминанты художественного мышления. Шекспира в компаративном аспекте // Литературоведческие горизонты. Труда молодых ученых. — Выпуск 16. — К. : Институт литературы им. Т. Шевченко НАНУ, 2010. — С. 202—208.
- Между Шевченко и Шекспиром: идейно-эстетическая платформа художественного украинского движения // Русский язык и литература в средних школах, гимназиях, лицеях и коллегиумах: научно-методический и литературно-художественный журнал. — 2010. — N 11/12. — С. 90-98.
- Поэтика и философия шекспировского текста в художественной концепции Игоря Костецкого: компаративистский аспект // Studia methodologica. — Выпуск 30. — Тернополь: Редакционно-издательский отдел ТГМУ им. В. Гнатюка, 2010. — С. 127—134.
- Рецепция В. Шекспира в художественном поле Стены: философия, политика, эстетика // Новая филология. — Вып. 37. — Николаев: ЧГУ им. Петра Могилы, 2010. — С. 228—245 (1 д.а.).
- Романтическая рецепция Шекспира (на примере творчества Гёте, Шеллинга и Новалиса) // Государство и регионы. Серия: Гуманитарные науки. — 2010. — № 3. — С. 4-13.
- Шекспировские искания в украинской эмиграционной литературе: импровизация, сотворчество, абсурдность // Вопросы литературоведения. — Черновцы. — 2011. — С. 222—230.
- Раритеты Тараса Шевченко: возвращение в XXI веке // Слово и время. — 2012. — № 2. — С. 112—114. Рецензия на монографию: Возвращенные шевченковские раритеты / авт. проекта С. Гальченко; сост., наук. описание коллекций, примеч. С. Гальченко, Н. Лысенко. — Днепродзержинск: Изд. дом «Андрей», 2010. — 288 с.
- Мозаичность истории литературы — Слово и время. — № 4, 2012. — С. 107—111. Рецензия на монографию: Дончик В. Г Судьба украинской литературы — судьба Украины: Монологи и полилоги / У. Г Дончик. — К. : Грамота, 2011. — 640 с.
- Литература как пространство памяти — Слово и время. — № 6, 2012. Рецензия на монографию: Овчаренко Н. Ф. Парадигма памяти: канадский дискурс: (творческий портрет Тимоти Ирвинга Фредерика Финдли): монография. — К. : Ин Юре, 2011. — 259 сек.
- В зоне этической опасности // Днепр. — № 5. — С. 124—125
- К проекту истории украинской литературы новейшего периода // Русский язык и литература в современной школе. — № 1. — 2012. — С. 68-78.
- Англоязычный Павел Тычина: опыт отчуждения // Литакцент. — 23 марта 2012 г. Режим доступа: http://litakcent.com/2012/03/23/anhlomovnyj-tychyna-dosvid-vidchuzhennja/
- Мировая литература в средней школе: ахиллесова пята или дамоклов меч? / Д. Дроздовский // Слово Просвиты. — 2012. — № 19 (10-16 мая). — С. 10-11.
- Поэтика сигнатур и символика алхемического эксперимента в творчестве Маргерит Юрсенар // Курьер Кривбасса. — № 271-272-273. — 2012.